# Haydéa Santiago
Haydéa Santiago (Rio de Janeiro, 1896 - 1980) foi uma das poucas sobreviventes entre os artistas brasileiros firmados no início do século XX. Estudou na Escola Nacional de Belas Artes (Enba), onde teve aulas com Modesto Brocos e Rodolfo Amoedo, ambos pintores renomados. Fez ainda especialização com Eliseu Visconti posteriormente, de quem se consideraria discípula juntamente com seu futuro marido Manoel Santiago. Teve influência nas mudanças radicais acontecidas no contexto artístico brasileiro entre o século XIX e XX.

## Carreira
Participou da Exposição Geral de Belas Artes (Egba), no Rio de Janeiro, recebendo prêmios entre 1923 e 1927. Durante o período de 1928 a 1932, morou em Paris e estudou sob a orientação de Louís Billoul e R.Primet, colaborando também com o Salão dos Artistas Franceses (1931).  Em 1934, de volta ao Brasil, ela foi premiada no Salão Nacional de Belas Artes, e também expôs nos Salões do Núcleo Bernardelli em 1932 e 1935. Em 1936, foi agraciada no 4º Salão Paulista de Belas Artes, em São Paulo. Já no ano de 1939, ganhou um prêmio no 1º Salão de Belas Artes do Rio Grande do Sul, em Porto Alegre, e, no ano seguinte, foi premiada no 7º Salão Paulista de Belas Artes. Em 1947, participou do Salão de Outono, em Paris. Integrou a mostra Um Século da Pintura Brasileira (1850 -1950) no Museu Nacional de Belas Artes, e a 1ª Bienal Internacional de São Paulo, em 1951.  Esteve no Salão Nacional de Arte Moderna (1954 a 1966). Em 1971, foi convidada especial do 6º Salão de Maio, realizado na Sociedade Brasileira de Belas Artes, na mesma cidade.
Atualmente, possuem obras suas o Museu Nacional de Belas Artes do Rio de Janeiro, a Embaixada do Brasil em Lima, Peru, a Sociedade Brasileira de Belas Artes do Rio de Janeiro e vários colecionadores particulares.

## Estilo
As pinturas de Haydéa possuem traços impressionistas, tais como ausência de contornos nítidos devido à composição de pinceladas justapostas. Os temas de seus quadros vão de naturezas-mortas à cenas urbanas.
Segundo a própria artista, ela pinta ao ar livre como forma de oposição à pintura de ateliê e às convenções acadêmicas, pois para ela esse tipo de pintura permite uma arte mais pessoal.
José Roberto Teixeira Leite no Dicionário, crítico da pintura no Brasil, escreveu a respeito de Haydéa: "Praticou a paisagem e a figura, a natureza-morta e o gênero, destacando-se por uma execução espontânea, um colorido leve e alegre e um desenho ágil, com forte influência de Visconti e tardos resquícios impressionistas."